# Episodi di Jimmy fuori di testa
La prima stagione della serie televisiva Jimmy fuori di testa è composta da 20 episodi
| nº | Titolo originale    | Titolo italiano             | Prima TV USA      | Prima TV Italia |
| -- | ------------------- | --------------------------- | ----------------- | --------------- |
| 1  | Talent Show         | Nuovi talenti               | 14 settembre 2007 | 28 aprile 2008  |
| 2  | Friends             | Amici                       | 21 settembre 2007 |                 |
| 3  | Sleepover           | Pigiama Party               | 28 settembre 2007 |                 |
| 4  | Mascot              | La mascotte                 | 5 ottobre 2007    |                 |
| 5  | Ghosts              | Fantasmi                    | 12 ottobre 2007   |                 |
| 6  | Sick Day            | Per amore di Robin          | 2 novembre 2007   |                 |
| 7  | Bully               | Bulli e pupe                | 9 novembre 2007   |                 |
| 8  | Skate Night         | La serata sui pattini       | 16 novembre 2007  |                 |
| 9  | Soda                | Gazosa!                     | 30 novembre 2007  |                 |
| 10 | Detention           | In prigione!                | 7 dicembre 2007   |                 |
| 11 | Ambush              | L'agguato                   | 14 dicembre 2007  |                 |
| 12 | Cartoons Drive      | Elezioni scolastiche        | 18 febbraio 2008  |                 |
| 13 | Outdoors            | Vita all'aria aperta        | 7 marzo 2008      |                 |
| 14 | Craig Steals Dad    | Craig rubapapà              | 14 marzo 2008     |                 |
| 15 | Stunt               | Videosfida                  | 21 marzo 2008     |                 |
| 16 | Princess            | La bella addormentata in tv | 28 marzo 2008     |                 |
| 17 | Movie               | Cineasti                    | 8 maggio 2008     |                 |
| 18 | Bad Fad             | Che brutta moda!            | 15 maggio 2008    |                 |
| 19 | Out of Jimmy's Body | Jimmy fuori di corpo        | 22 maggio 2008    |                 |
| 20 | Lunch Tables        | Polpetta avvelenata         | 29 maggio 2008    |                 |